# Greijdanus (school)
Greijdanus is een gereformeerde scholengemeenschap voor voortgezet onderwijs met vestigingen in Zwolle, Hardenberg, Meppel en Enschede. De hoofdvestiging zit in Zwolle. De school is vernoemd naar de theoloog Saekle Greijdanus. De school had in 2020 ruim 4000 leerlingen.
Het Greijdanus biedt onderwijs aan in het PRO, vmbo (inclusief lwoo), het havo en het vwo.
Het Greijdanus werkt in vleugels. In Zwolle is VWO-Delta bijvoorbeeld de "B"-vleugel.

## Bekende personen

### Bekende oud-leerlingen
- Roel Kuiper (1962), historicus, filosoof, politiek theoreticus en politicus
- Michel Mulder (1986), schaatser
- Ronald Mulder (1986), schaatser
- Willeke Knol (1991), wielrenster
- Hilbrand Rozema (1971), journalist
- Klaas van Veen (1970), hoogleraar-directeur lerarenopleiding Rijksuniversiteit Groningen
- Anna van der Breggen (1990), wielrenster
- Geerike Schreurs (1989), wielrenster
- Rikko Voorberg (1981), theoloog en predikant[1]
- Bob van der Linde (1995), organist, musicus, beiaardier. Nederlands jongste beiaardier[2], beiaardier van de Eusebiuskerk in Arnhem.
- Julius Terpstra (1989), politicus, lid van de Tweede Kamer der Staten Generaal
- Jorrit Woudt (1980), organist, musicus en dirigent
- Jurgen van Houdt (1981), politicus

### Bekende oud-docenten
- Arie Slob (1961), oud-minister en Tweede Kamerlid voor de ChristenUnie. Docent Maatschappijleer van 1985-1996; sinds 2022 voorzitter van de raad van toezicht van het Greijdanus.
- Lenze L. Bouwers (1940), schrijver, Nederlands dichter. Docent Nederlands en decaan van 1968-1992.
- Koos Geerds (1948), schrijver, Nederlands dichter. Docent Nederlands en decaan van 1975-2000.

### Bekende oud-rector
- Kars Veling (1948-2025), voormalig fractievoorzitter in de Tweede Kamer voor de ChristenUnie. Plaatsvervangend rector van 1988-1995. Lid (en later voorzitter) van de centrale directie van 1995-2002.

## Trivia
- Het Greijdanuscollege werd in 1991 door het Amerikaanse weekblad Newsweek uitgeroepen tot een van de 'best schools in the world'[3][4]
- Greijdanus biedt als school op het VWO ook een techniek-, filosofie- en drama- leerlijn aan. Ook biedt de school gymnasium aan.
- Rond Maart 2025 had het Greijdanus College 650 medewerkers die samen ongeveer 4000 leerlingen onderwijs aanbieden.